# Sant Andreu (Apostolat d'Almadrones)
Sant Andreu és una obra d'El Greco, amb col·laboració del seu taller, realitzada entre 1608 i 1614, que formava part de l'apostolat de l'església d'Almadrones,

## Introducció
Aquesta obra formava part d'un apostolat incomplet -només se'n conserven nou llenços- provinent de l'església d'Almadrones, a Guadalajara. Aquest conjunt repeteix amb poques variants els models anteriors, com el de l'apostolat de la Catedral de Toledo i el del Museu del Greco, sembla dels anys finals del mestre cretenc, i la seva tècnica sembla més avançada.
Al Museu del Prado se'n conserven quatre llenços: Salvator Mundi, Sant Jaume el Major, Sant Pau i Sant Tomàs. Les altres cinc obres d'aquest conjunt es troben disperses en altres col·leccions. Aquest llenç és una d'aquestes peces.

## Anàlisi de l'obra
Oli sobre llenç; 71,1 x 54,6 cm.; Museu d'Art del Comtat de Los Angeles.
Les inicials delta i theta apareixen en el triangle frormat per l'únic braç de la Creu i el braç esquerre de sant Andreu apóstol. El mantell de color verd i la túnica blava semblen originals, però el cap i les mans del personatge están totalment repintats.